# 'Alia al-Husayn
'Alia al-Husayn (nata Alia Bahauddin Toukan, in arabo علياء بهاء الدين طوقان; Il Cairo, 25 dicembre 1948 – Amman, 9 febbraio 1977) è stata regina consorte di Giordania dal 1972 fino alla sua morte in un incidente di elicottero nel 1977, in quanto terza moglie del re Husayn.
Fu attiva pubblicamente in campo sociale e, durante i quasi cinque anni in cui fu regina, sostenne una serie di progetti a favore delle donne, dei bambini e della cultura nel suo paese. Fra le altre cose si ricorda il suo impegno per promuovere il suffragio femminile in Giordania, che però non fu introdotto prima del 1989.

## Biografia

### Giovinezza e studi
'Alia Bahauddin Toukan nacque il 25 dicembre 1948, figlia di Bahauddin Toukan, diplomatico giordano di origini palestinesi, e di Hanan Hashim, nipote del primo ministro Ibrahim Hashem. A causa del lavoro del padre visse la sua giovinezza principalmente in Europa, crescendo a Roma, in Italia. Lì frequentò il Rome Center of Liberal Arts dell'Università Loyola di Chicago, oggi noto come John Felice Rome Center. Visse anche in Egitto, a Londra, negli Stati Uniti d'America e in Turchia.
Nella capitale britannica studiò alla Church School con i fratelli minori Alaa e Abdullah, per poi laurearsi all'Hunter College di New York in scienze politiche. Conseguì due dottorati, uno in psicologia sociale e un altro in pubbliche relazioni. In questo periodo, appassionata di scrittura e sport, iniziò a desiderare di intraprendere la carriera diplomatica sulle orme paterne.

### Regina di Giordania

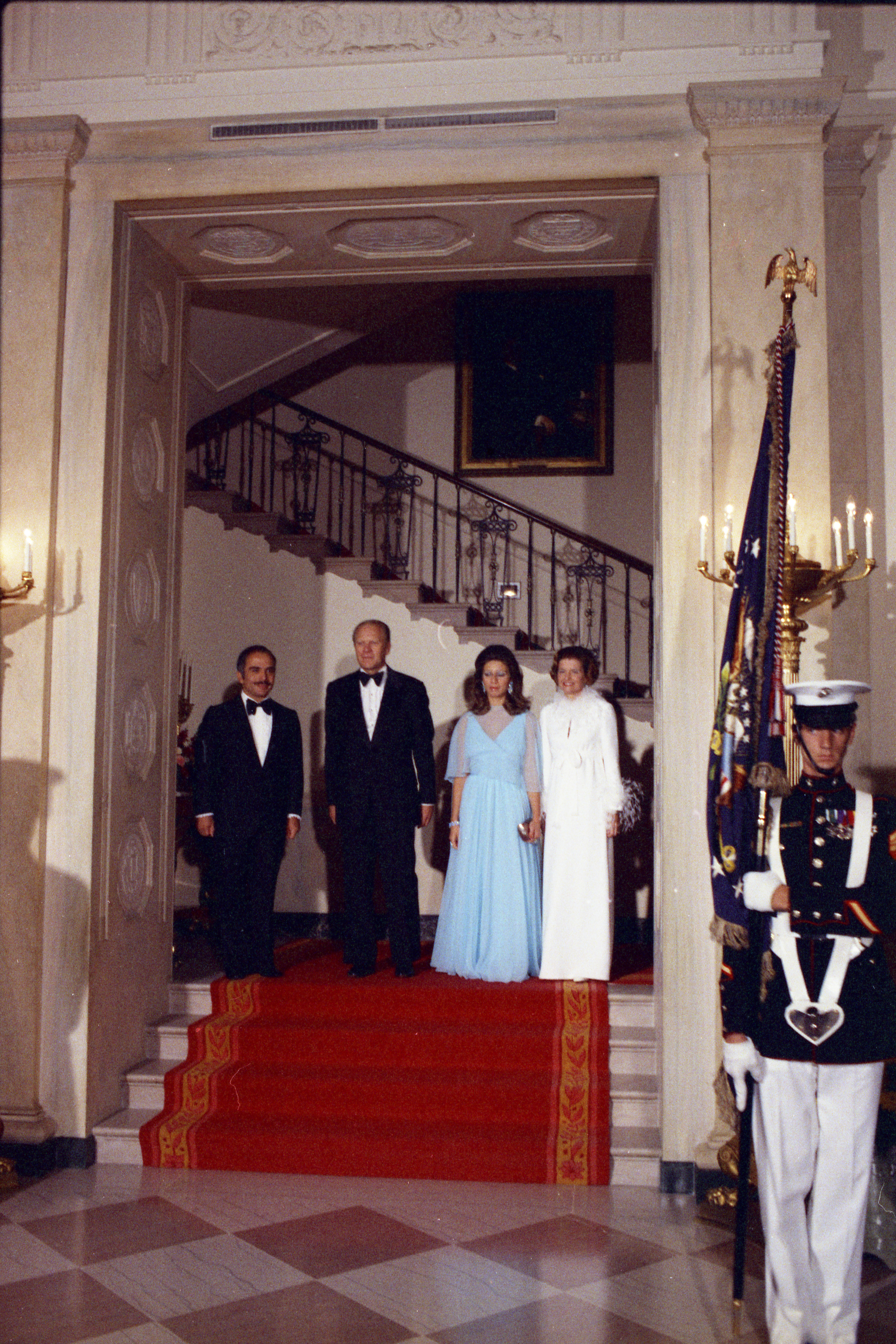
La coppia reale giordana in visita da Gerald e Betty Ford il 16 agosto 1974

A 23 anni si trasferì in Giordania, iniziando a lavorare presso la Royal Jordanian Airlines. In questo paese incontrò il re Husayn, con il quale si sposò il 24 dicembre 1972 in una cerimonia privata. In realtà i due si incontrarono per la prima volta diversi anni prima in Egitto e si rividero quando, su richiesta del re Abd Allah I, il padre di 'Alia iniziò a fare da guida in ambito politico a Husayn.
Prima delle nozze, nel settembre 1972, 'Alia fu incaricata dal futuro marito di supervisionare la preparazione del primo festival internazionale di sci nautico di Aqaba, dove la coppia già si frequentava nella residenza estiva di lui.
Nei panni di regina si impegnò in breve tempo in attività benefiche, istituendo presto un suo ufficio personale e diventando così la prima sovrana giordana ad essere attiva in maniera pubblica. Si interessò nello specifico alle condizioni delle donne e dei bambini, arrivando a finanziare programmi di sviluppo e a stipulare tra gli orfanotrofi e le scuole una convenzione che potesse consentire ai giovani senzatetto di andare a scuola e di essere accuditi su segnalazione.
Era solita eseguire ispezioni negli ospedali senza alcun preavviso, così come in altre istituzioni nazionali. Come conseguenza ci fu un miglioramento dei servizi pubblici, ma allo stesso tempo l'impopolarità di 'Alia presso differenti funzionari.
Nel 1974 fece richiesta al Parlamento di promulgare una legge che concedesse alle donne il diritto di voto, cosa che avvenne il 4 aprile. L'attività parlamentare in Giordania fu però sospesa fino al 1989, assieme ai decreti attuativi. Per questo, la regina 'Alia non vide mai le donne esercitare il loro diritto di voto.
Nel 1976 riuscì nell'intento di adottare Abir Muhaisen, una bambina di tre anni la cui madre aveva perso la vita in un incidente aereo ad Amman, presso un campo per rifugiati palestinesi.
Nel 1977 si concentrò a lavorare nel settore culturale, specie per le categorie meno abbienti, promuovendo la fondazione di biblioteche tra cui quella nella banca centrale del paese e nella Città medica di Re Hussein.

#### Morte

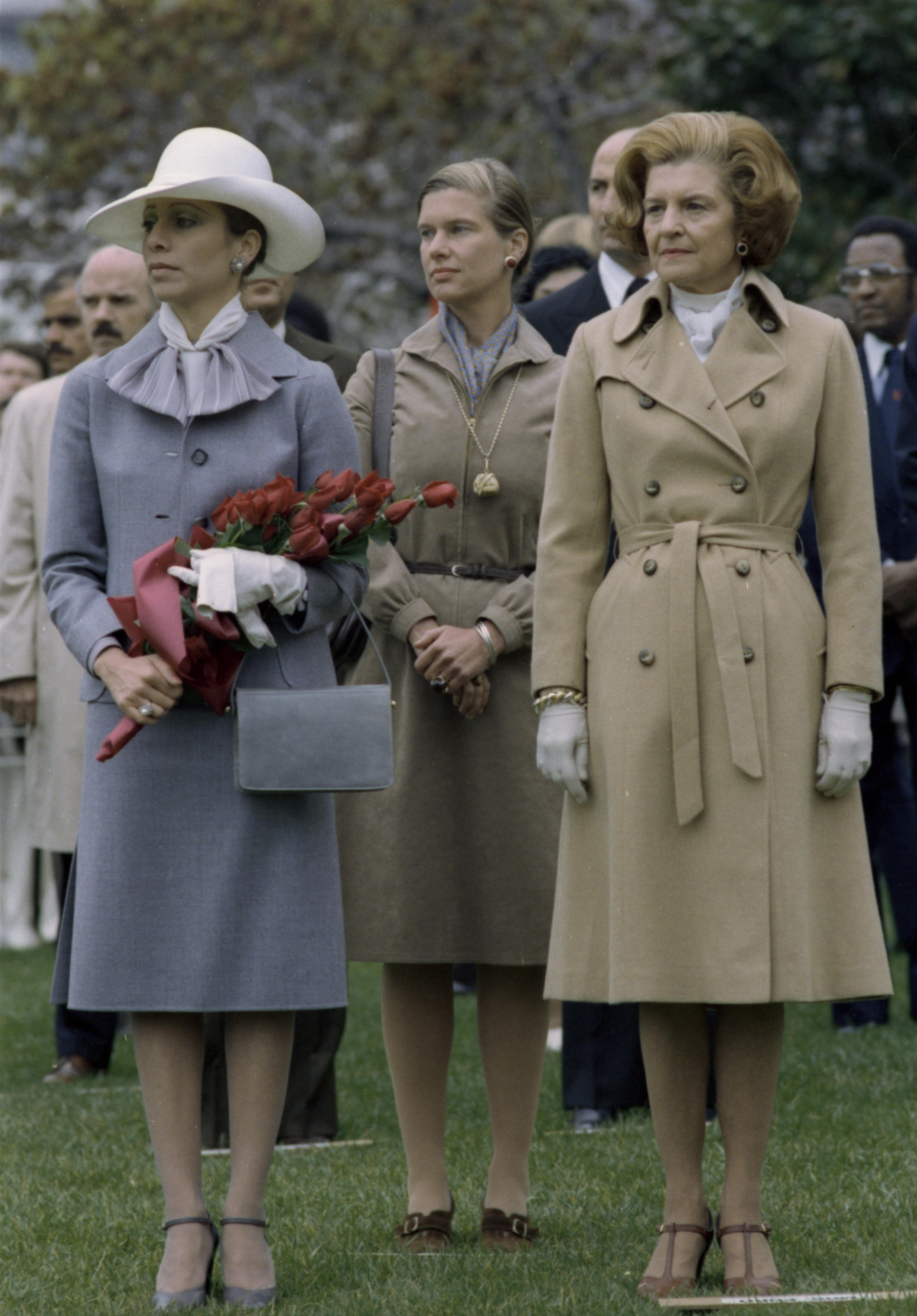
La regina 'Alia, a sinistra, con Betty Ford, 30 marzo 1974

Il 9 febbraio 1977 'Alia morì ventottenne in un incidente di elicottero, che precipitando a causa delle pessime condizioni meteorologiche uccise anche il pilota Badreddin Zaza, l'allora ministro della Sanità e un medico militare. L'aeromobile era di ritorno da un'ispezione dell'ospedale Tafileh, nel sud del paese, che la regina aveva deciso di compiere, nonostante la titubanza del marito, in seguito alle numerose lettere di aiuto che le erano arrivate. Alle 17:30 fu il re ad annunciare in televisione e radio la morte della moglie. Si iniziò così a creare una teoria secondo cui 'Alia era stata vittima di un omicidio premeditato.
L’11 febbraio si tenne il funerale a cui presero parte personalità quali Farah Diba, Hafiz al-Asad, Hans-Dietrich Genscher e Sofia di Grecia. Fu tumulata vicino allo Hashimiya Palace, fatto costruire dal marito per lei tre mesi prima del decesso, sotto un albero d'ulivo da lei piantato in ciò che doveva essere un suo giardino personale.
Nel 1983 il marito le dedicò l'aeroporto internazionale di Amman, che ha assegnato nel tempo borse di studio in nome della defunta sovrana.

## Onorificenze
A seguire la lista: